# Plaza de la Bandera (São Paulo)
La Plaza de la Bandera (en portugués: Praça da Bandeira) es un espacio público ubicado en el distrito de República en la zona central de la ciudad de Sao Paulo, Brasil. Es una mixtura entre el Largo de Bixiga y el Largo do Piques. Hasta la década de 1960, fue un espacio público con jardines. Hoy, casi toda su área está cruzada por avenidas, viaductos y pasarelas, teniendo incluso un terminal de omnibuses municipal que sirve a varias regiones de la ciudad.

## Historia
El nombre "Praça da Bandeira" fue propuesto por el concejal Décio Grisi, por medio del proyecto presentado en 1949 y aprobado el 27 de marzo de 1950, como homenaje a la bandera de Brasil. Mas, antiguamente, el espacio público tuvo el nombre de "Lardo del Riachuelo" (en portugués: Largo do Riachuelo), en homenaje a la Batalla del Riachuelo.
En 1968, el alcalde José Vicente Faria Lima anunció la construcción de un viaducto uniendo las avenidas 9 de Julio y Anhangabaú, pasando por encima del acceso de la avenida 23 de mayo al valle. Conocido inicialmente como Viaduto da Praça da Bandeira o simplemente Viaduto da Bandeira, en diciembre de 1971 recibió la denominación de "Viaduto Doutor Eusebio Steveaux" en homenaje al francés (1826-1904) que había sido superintendente de obras públicas en las administraciones de Abelardo de Brito y de Florencio de Abreu como gobernadores del estado, cuando el cargo aún era conocido como "presidente de la provincia". La plaza sirve como confluencia entre las avenidas 23 de mayo y 9 de julio, que vienen desde la zona sur y cuyo tráfico continua con la zona norte de la ciudad por medio del túnel debajo del Vale do Anhangabú.
El mástil de la Plaza de la Bandera, instalado originalmente en 1970, es uno de los símbolos del centro y fue recuperado y reinaugurado el 9 de febrero del 2008. La plaza posee una terminal de omnibuses de la SPTrans que ocupa la mayor parte de su superficie. Ese terminal está ubicado al final del corredor vial Santo Amaro-Nueve de Julio-Centro.
En la región hay también un edificio de los años 1920, declarado como patrimonio histórico, que era ocupado por la compañía de electricidad Light (subestación de energía Riachuelo de Electropaulo) y fue remodelado para servir como el Centro Cultural da Estação Red Bull, el nuevo proyecto arquitectónico de Triptyque, con un papel importante en la rehabilitación del Centro.
Un hecho importante ocurrido en la Plaza de la Bandera fue el incendio en el edificio Joelma el 1 de febrero de 1974. Luego del incendio, el predio quedó cerrado por obras durante cuatro años. Con el fin de las reformas, en octubre de 1978, fue reaperturado y rebautizado como "Edifício Praça da Bandeira".

## Terminal Bandeira de la SPTrans
Instalado en la Plaza de la Bandera, el Terminal Bandeira es uno de los 32 grandes terminales urbanos de la ciudad de São Paulo. Con las obras del Metro, iniciadas en 1968, muchas paradas de omnibuses fueron transferidos de la Praça da Sé y cercanías para dos nuevos terminales: Parque Dom Pedro II y Plaza de la Bandera. Esa estructura improvisada funcionó como terminal en la Plaza de la Bandera hasta mediados de la década de 1990, cuando fue totalmente reacondicionada.
El nuevo terminal Bandeira, inaugurado por el entonces alcalde Paulo Maluf, el 8 de noviembre de 1996, tiene un área total de 19,9 mil metros cuadrados y una capacidad de 110 mil pasajeros por día. Está integrado con la Estación Anhangabaú de la Línea 3–Roja del Metro y esta relativamente cerca a otro terminal urbano, el Correio. Fue el terminal de omnibuses más grande del centro de la ciudad hasta la reinauguración del Terminal Parque Dom Pedro II, ese mismo año.